# Winthemia aurifrons
Winthemia aurifrons là một loài ruồi trong họ Tachinidae.